# Germandöfjärden
De Germandöfjärden is een fjord in het noorden van de Botnische Golf. Via deze fjord stroomt een deel van het water uit de Lule älv uiteindelijk de genoemde golf in. De fjord ligt ten zuidwesten van het eiland Sandön; in het zuiden ligt haar naamgever, het eiland Germandön. De fjord is gemiddeld 10 meter diep.